# Neovespicula depressifrons
Neovespicula depressifrons – gatunek morskiej ryby z rodziny Tetrarogidae. Jedyny przedstawiciel rodzaju Neovespicula.

## Występowanie
Gatunek euryhaliczny zamieszkujący przybrzeżne strefy Oceanu Indyjskiego i zachodniego Pacyfiku.  
Dorasta do ok. 10 cm 

## Charakterystyka
Charakterystyczne, przypominające skrzydła, rozciągnięte na widocznych ostrych promieniach płetwy piersiowe, którymi wykonuje ruchy podobne do wiosłowania, a także długą płetwę grzbietową, która po podniesieniu promieni grzbietowych przypomina Irokeza. Jak większość ryb z rodziny skorpenowatych posiada gruczoły jadowe połączone z promieniami płetw zakończonymi kolcami, a ich ukłucie powoduje rwący ból i może być niebezpieczne dla osób uczulonych. 

## Znaczenie gospodarcze
Znaczenie gospodarcze ma jedynie jako ryba akwariowa.